# Samil-dong
Samil-dong (koreanska: 삼일동) är en stadsdel i staden Yeosu i provinsen Södra Jeolla, i den södra delen av Sydkorea, 310 km söder om huvudstaden Seoul. .